# 魯德卡-切爾溫西卡

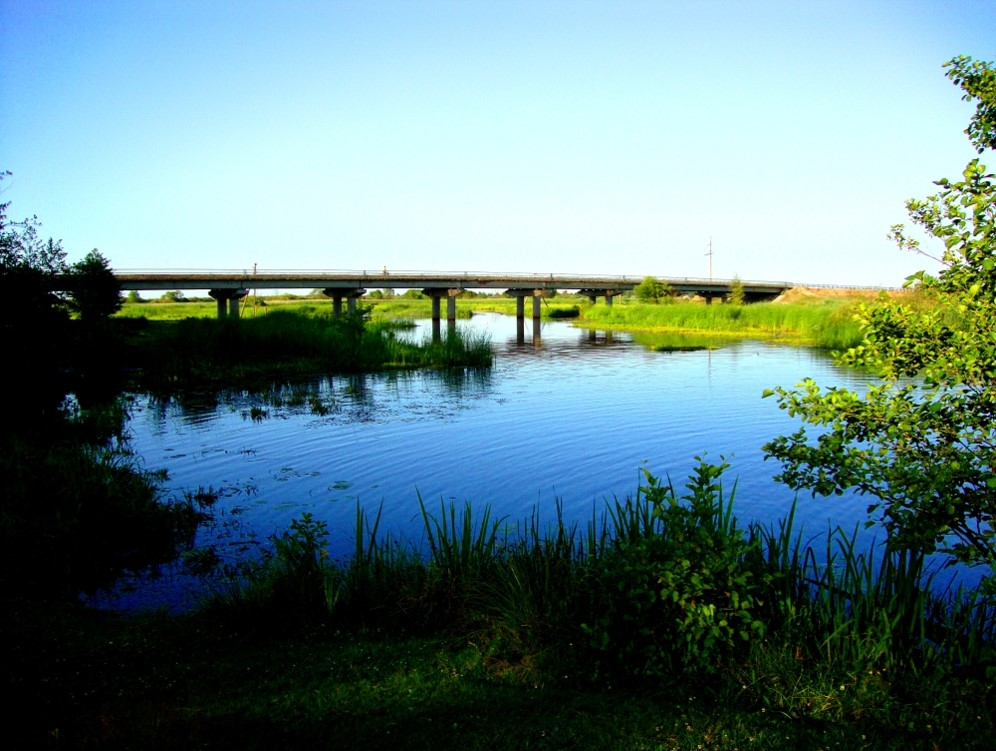

魯德卡-切爾溫西卡（羅馬化：Rudka-Chervynska）是烏克蘭西北部的村莊，隸屬沃倫州的卡明-卡希爾斯基區。該村面積1.64平方公里，海拔高度154米，2001年人口573，人口密度每平方公里349.39人。
51°34′11″N 25°20′54″E / 51.56972°N 25.34833°E